# Tokyo boshoku
Tōkyō boshoku (東京暮色, Crepuscle a Tòquio) és una pel·lícula dramàtica japonesa de 1957 dirigida per Yasujirō Ozu. És la història de dues germanes (interpretades per Ineko Arima i la habitual d'Ozu Setsuko Hara) que es retroben amb una mare que les va deixar de petites. La pel·lícula és considerada entre les pel·lícules més fosques de la postguerra d'Ozu; és ben rebuda encara que menys coneguda.

## Sinopsi
Akiko Sugiyama (Ineko Arima) és una estudiant universitaria que aprèn taquigrafia en anglès. La seva germana gran Takako (Setsuko Hara), fugint d'un matrimoni infeliç, ha tornat a casa per quedar-se amb Akiko i el seu pare Shukichi ([[[Chishū Ryū]]) a Tòquio], juntament amb la seva nena petita. Shukichi treballa en un banc de Tòquio. L'Akiko té una relació amb el seu xicot de la universitat Kenji (Masami Taura), que provoca un embaràs no desitjat. Més tard, l'Akiko té un avortament, després d'una trobada en la qual s'adona que el seu xicot no l'estima.
Mentre va a un saló de mahjong a buscar en Kenji, l'Akiko es troba amb la seva propietària Kisako (Isuzu Yamada), que sembla saber molt sobre la seva família. De tornada a casa, la Takako s'assabenta de Kisako per part de l'Akiko, i assumeix el fet que ella és la seva mare fugida. La Takako visita el saló per demanar a la Kisako que no reveli a l'Akiko qui és realment, però el pla és contraproduent. Akiko s'assabenta de la seva visita i va a enfrontar-se a Takako. Aleshores, Takako li revela que en Kisako és la seva mare, que va fugir amb un altre home quan l'Akiko encara era una nena petita. Emocionada, l'Akiko va a enfrontar-se a Kisako per preguntar-li si és filla del seu pare. Se'n va enfurismada, molesta perquè Kisako l'abandona de petita, després va a una botiga de fideus xinesos a buscar un sake. El seu xicot Kenji entra i els dos tenen una discussió. L'Akiko se'n va enfadada i un tren l'atropella en una intersecció a l'exterior de la botiga.
Akiko està greument ferida, i expressa el desig de viure i començar de nou la vida en presència del seu pare i la seva germana. A la següent escena, però, en una de les famoses el·lipses d'Ozu, una Takako amarga va a visitar la seva mare per explicar-li la notícia de la mort de l'Akiko. La Kisako està disgustada i està d'acord amb el seu marit que deixarà Tòquio per la seva nova feina a Hokkaido. Just abans de la seva sortida, va als Sugiyamas per oferir el seu condol i per dir-li a Takako la seva decisió. Takako no va a acomiadar-la a l'estació de tren.
A l'última escena de la pel·lícula, Takako li revela al seu pare que tornarà amb el seu marit per intentar que el seu matrimoni torni a funcionar. No vol que la seva filla tingui la mateixa experiència que l'Akiko, que va créixer sense conèixer cap dels seus pares. Shukichi està d'acord amb la seva decisió.

## Repartiment
| Actor             | Paper                                    |
| ----------------- | ---------------------------------------- |
| Ineko Arima       | Akiko Sugiyama                           |
| Setsuko Hara      | Takako Numata, germana gran d’Akiko      |
| Chishū Ryū        | Shukichi Sugiyama, el patriarca Sugiyama |
| Isuzu Yamada      | Kikuko Soma                              |
| Haruko Sugimura   | Shigeko Takeuchi, germana de Shukichi    |
| Nobuo Nakamura    | Sakae Soma, nou marit de Kikuko          |
| Kamatari Fujiwara | propietari del restaurant de fideus      |
| Kinzo Shin        | Yasuo Numata, el marit separat de Takako |
| Teiji Takahashi   | Noburo Kawaguchi                         |
| So Yamamura       | Amic de Shukichi                         |
| Seiji Miyaguchi   | Policia                                  |
| Tsûsai Sugawara   | propietari de la sala de mahjong         |

## Recepció
Diversos crítics consideren que Tōkyō boshoku és una de les obres més fluixes del director. Encara que poques vegades es projecta, té un 100% a Rotten Tomatoes amb una puntuació mitjana de 7,8/10. A The New Yorker, Richard Brody va argumentar, "Aquest turbulent i trist melodrama familiar, de 1957, s'allunya de l’autocompassió i se li dona una profunditat emocional i un pes filosòfic sota la direcció de Yasujiro Ozu." Fred Camper del Chicago Reader ' la va declarar una de les millors obres del director i va escriure: "El pare i la filla gran intenten conèixer el món amb una mirada tan ferma com la de la càmera estàtica d'Ozu, i finalment es resignen. a acceptar la tragèdia, que es presenta com inevitable en el flux de la vida." L'any 2009 la pel·lícula va ocupar el lloc número 1.106 a la llista de les Més grans pel·lícules japoneses de tots els temps de la revista de cinema japonesa kinema Junpo.